# Franco de ocupación franco-estadounidense
El franco de ocupación estadounidense (en francés conocido como: Billet drapeau) fue una moneda emitida por los Estados Unidos para su uso en la Francia ocupada por los Aliados de la Segunda Guerra Mundial en la raíz de la Batalla de Normandía. Con la rápida toma de posesión de la soberanía por el general Charles de Gaulle, el franco de ocupación perdió su uso. En primer lugar porque de Gaulle consideró como una moneda falsa a la divisa de ocupación estadounidense,y en segundo lugar porque la Francia Libre comenzó a emitir su propia moneda nuevamente en la Francia continental, el franco francés, aunque la Francia ocupada también había estado acuñando monedas desde la rendición de Francia ante los Alemanes en 1940.

## Monedas
Sólo se acuñaron monedas de 2 Francos en Filadelfia (EEUU) durante el año 1944 en Latón.
| Denominación | Emisión | Material | Forma    |
| ------------ | ------- | -------- | -------- |
| 2 Francos    | 1944    | Latón    | Circular |

## Billetes
Se han emitido billetes de 2, 5, 10, 50 y 100 francos durante 1944.